# Операція «Чисті руки»
Операція «Чисті руки» (італ. Mani pulite) — безпрецедентний комплекс поліцейських заходів і судових процесів в Італії 1992—1993 рр., спрямований проти впливу мафії в правоохоронних органах і політиці.
Приводом для даних заходів стало критичне зростання мафіозної злочинності. За офіційними даними, 1991 року злочинні угруповання скоїли 718 убивств і 822 викрадення, 830 замахів і 886 випадків залякування представників місцевої влади. Серед жертв були прокурори і судді. Але головною проблемою була корупція, яка робила злочинність практично непереможною.
Ініціатором операції став віце-прокурор Мілана Антоніо Ді П'єтро. Розгорнута ним компанія була гаряче прийнята суспільством. Унаслідок цього було проведено масштабні зміни у законодавстві та структурі правоохоронних органів.
Тільки на початку операції було арештовано близько півтори тисячі чоловік. Тільки політиків всього засуджено більше 500. Усі основні політичні партії практично припинили існування.